# Budynek mieszkalny przy ulicy marszałka Józefa Piłsudskiego 80-86 we Wrocławiu

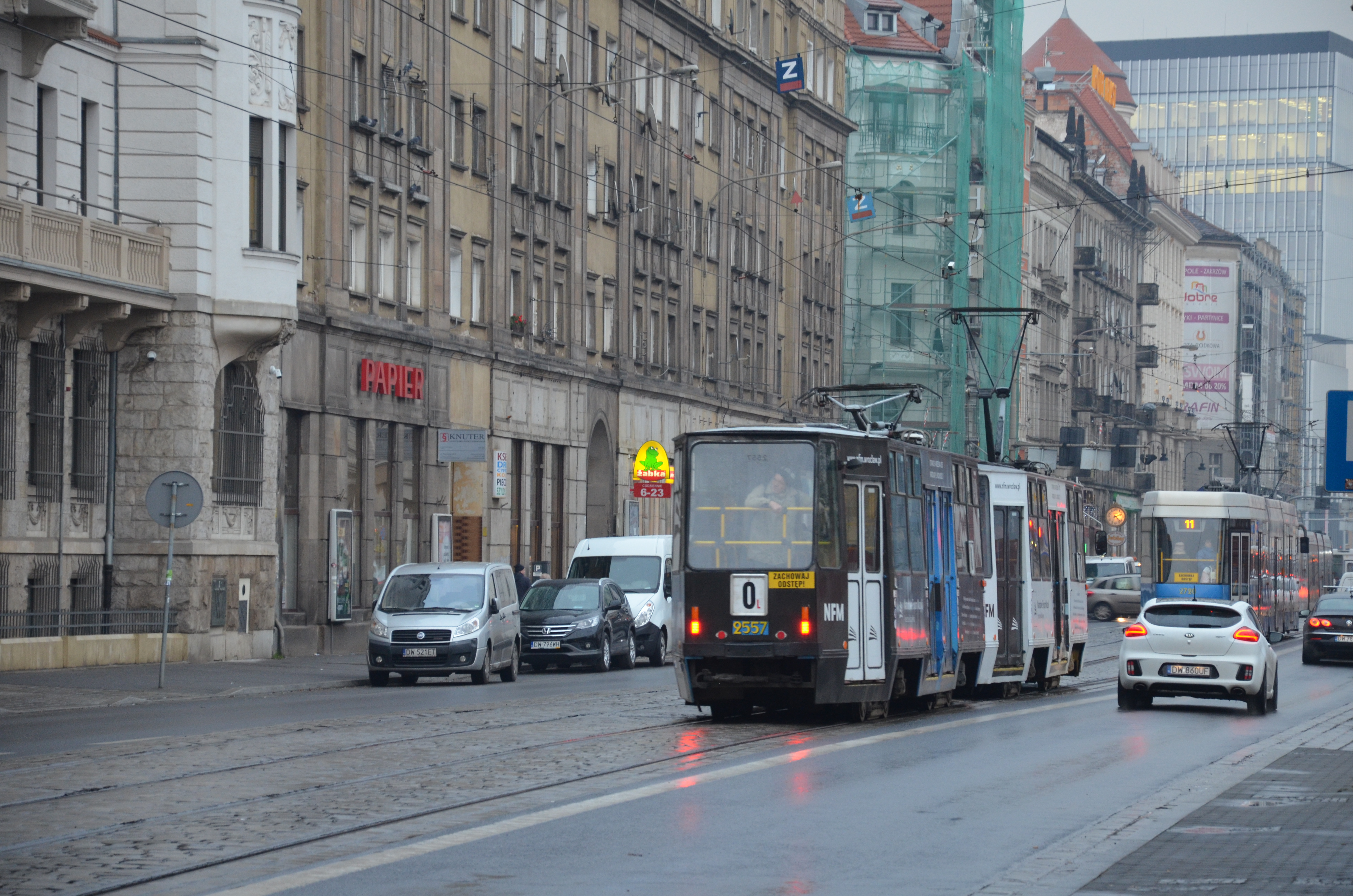
Ul. marsz. J. Piłsudskiego, po lewej budynek

Budynek mieszkalny przy ulicy marszałka Józefa Piłsudskiego 80-86 – budynek mieszkalny, z użytkowym parterem, położony we Wrocławiu na osiedlu Przedmieście Świdnickie. Adres budynku to ulica marszałka Józefa Piłsudskiego 80-86. Budynek został zbudowany w latach 1954-1955 r. Jego architektura zaliczana jest do nurtu realizmu socjalistycznego. Budynek został ujęty w ewidencji zabytków, a wcześniej znajdował się na liście wrocławskich dóbr kultury współczesnej.

## Położenie i otoczenie
Budynek położony jest we Wrocławiu na osiedlu Przedmieście Świdnickie, w dawnej dzielnicy Stare Miasto. W stosunkowo niedużej odległości znajduje się dworzec kolejowy Wrocław Główny. Adres budynku to ulica marszałka Józefa Piłsudskiego 80-86A. Dłuższe skrzydło budynku współtworzy północną pierzeję ulicy marszałka Józefa Piłsudskiego, a krótsze współtworzy zachodnią pierzeję ulicy Stawowej.
Teren, na którym posadowiony jest budynek, to obszar zabudowy śródmiejskiej, gęsto wypełniony tkanką miejską, charakteryzującej się przemieszaniem zabudowy o podstawowej funkcji mieszkaniowej z zabudową także o innym przeznaczeniu. Obszar ten pod względem podziału na dzielnice urbanistyczne określany jest jako śródmieście, jednostka urbanistyczna Przedmieścia Świdnickiego i Oławskiego. Ponadto pod względem funkcjonalnym wskazano układ pasmowy miasta, a ulica leży w paśmie określanym jako pasmo działalności gospodarczej (centralne pasmo aktywności gospodarczej). Występująca tu wysoka intensywność wykorzystania terenu, przy dominującej funkcji mieszkaniowej, skutkuje także wysoką gęstością zaludnienia, pomimo lokalizacji w tym obszarze największej liczby obiektów usługowych. W układzie urbanistycznym dominuje ukształtowanie bloków urbanistycznych w postaci kwartałów zabudowy, w ramach których umiejscowiono funkcje reprezentacyjne na zewnątrz kwartału, a funkcje użytkowe do wewnątrz. Dominuje tu pierzejowa zabudowa wzdłuż ulic. Sama ulica przy której stoi budynek stanowi ogólnomiejski rdzeń przestrzeni publicznych o charakterze reprezentacyjnym. Jest to także droga zbiorcza, stanowiąca przy tym główny korytarz tramwajowy. Główny dworzec kolejowy, dworzec autobusowy (położony po południowej stronie dworca kolejowego) wraz z licznymi przystankami autobusowymi i tramwajowymi, stacjami roweru miejskiego w ramach rowerowej strefy centralnej, parkingami, razem stanowią śródmiejski węzeł przesiadkowy o charakterze miejsko-aglomeracyjnym.
Wskazuje się ponadto na gęstą sieć uliczną i linii transportu publicznego. Obszar ten cechuje się najlepszym dostępem do infrastruktury komunikacyjnej, zarówno ze względu na wymieniony dworzec kolejowy, jak i dużą liczbę przystanków, zarówno przystanków tramwajowych jak i przystanków autobusowych oraz dużą liczbę linii komunikacyjnych wyznaczonych w okolicy w ramach wrocławskiej komunikacji miejskiej.

## Historia

### Przed powstaniem budynku
Teren, na którym leży budynek, to obszar niegdysiejszego przedpola fortyfikacyjnego Starego Miasta, rozpościerającego się przed Bramą Świdnicką. W XVI wieku nazywany był Wygonem Świdnickim (Schweidnitzer Vorstadt), a obejmował zakres od podwala do współczesnej estakady kolejowej oraz od Stawowej i Dworcowej. Na początku XIX wieku wzdłuż obecnej ulicy Józefa Piłsudskiego położone były wiejskie domy ogrodników. Teren ten został włączony do miasta w 1808 r.. Intensywny rozwój tej okolicy, wynikający także z postępującego ówcześnie dynamicznego rozwoju całego miasta, związany był niewątpliwie z budową wyżej wspomnianego dworca kolejowego Wrocław Główny, która była przyczynkiem do powstania zabudowy miejskiej w całej okolicy. W wyniku działań wojennych prowadzonych podczas oblężenia Wrocławia w 1945 r. pod koniec II wojny światowej część zabudowy uległa zniszczeniu, a wolne parcele przeznaczono pod zabudowę.

### Kontekst
Potrzeby mieszkaniowe zrujnowanego miasta sprawiły, że budownictwo mieszkaniowe było jednym z ważniejszych działów, stosunkowo skromnych we Wrocławiu, w porównaniu do innych wielkich miast Polski, inwestycji budowlanych okresu socrealizmu. Budowa budynków mieszkalnych ówcześnie koncentrowała się na uzupełnieniu zachowanej zabudowy przedwojennej. Najwięcej takich inwestycji powstawało w dwóch rejonach miasta. Jednym z takich obszarów było Przedmieście Świdnickie i rejon ulicy Tadeusza Kościuszki, placu jego imienia oraz ulicy marsz. Józefa Piłsudskiego (ówcześnie ul. Karola Świerczewskiego) i ich przecznic, przy których to ulicach i placach powstało kilka inwestycji wkomponowanych w inwestującą zabudowę. Nowa zabudowa, choć uwzględniająca wymagania obowiązującej doktryny zasadniczo zachowywała dotychczasowe linie zabudowy oraz nawiązywała do gabarytów budynków sąsiednich.

### Powstanie budynku i użytkowanie
W latach 50 XX. wieku jedną z takich inwestycji, jak wspomnianej wyżej, była budowa budynku, który wypełnił wolną przestrzeń narożnika ulic: Stawowej i marszałka Józefa Piłsudskiego (a ówcześnie ulicy Karola Świerczewskiego) i który domknął kwartał zabudowy. Zdecydowano o budowie budynku mieszkalnego z użytkowym parterem, którego projektantem był Stanisław Tokarowski. Projekt opracowany został w 1952 r.. Budowę zrealizowano w latach 1954-1955.
Po przemianach ustrojowych w Polsce budynek został podzielony na sześć odrębnych nieruchomości: nr 80, 82, 84, 84A, 86, 86A.

## Architektura, odbiór
Architekturę budynku określa się jako socrealizm. Niektórzy autorzy publikacji dotyczących architektury wrocławskiej wskazują ten budynek jako warty zauważenia. Szczególną uwagę jaką zwracają na ten obiekt uzasadniają między innymi tym, że budynek stanowi jeden z wyjątkowych i wybitnych przykładów udanej, historyzującej architektury powojennej. Charakter budynku sprawia, iż można spotkać w publikacjach wobec tego obiektu określenie jako kamienica.
Jak wyżej wspomniano budynek podzielony jest współcześnie sześć odrębnych nieruchomości. Ma 5 kondygnacji nadziemnych. Według Klasyfikacji Środków Trwałych zaliczany jest do rodzaju m - budynki mieszkalne (110). Łączna powierzchnia zabudowy wynosi 1.039 m². Składają się na nią następujące wielkości: nr 80 – 193 m², 82 – 175 m², 84 – 175 m², 84A – 168 m², 86 – 276 m², 86A – 52 m². Działki na których jest posadowiony budynek mają przypisany klasoużytek B - tereny mieszkaniowe.

## Ochrona

### Ochrona budynku
Budynek ujęty został w ewidencji zabytków. Rodzaj ochrony określono jako: miejscowy plan zagospodarowania przestrzennego, przy czym ochronie podlegają: bryła i gabaryty budynków, forma architektoniczna, artykulacja i sposób opracowania elewacji, podziały i detale elewacji, formy dachów. Określono także dopuszczalny zakres ewentualnej rozbudowy oraz ograniczenia dotyczące montażu elementów i urządzeń.
Obiekt uznany był za dobro kultury współczesnej i znajdował się na wrocławskiej liście takich dóbr, zawartej w studium uwarunkowań i kierunków zagospodarowania przestrzennego z 2010 r.. Przed uchwaleniem studium uwarunkowań i kierunków zagospodarowania przestrzennego dla miasta Wrocławia z 2018 r. podczas prac i analiz dotyczących jakie obiekty uznać za dobra kultury współczesnej ten budynek był również jedną z propozycji, która została uwzględniona i budynek ten również wówczas znalazł się na wrocławskiej liście tych dóbr.

### Ochrona obszaru
Obszar, na którym położony jest budynek, to historyczny układ urbanistyczny Przedmieścia Południowego we Wrocławiu, który jako założenie przestrzenne objęte jest ochroną w ramach gminnej ewidencji zabytków oraz ujęty jest w wojewódzkim wykazie zabytków. Układ ten kształtowany był począwszy od XIII wieku, a następnie od około 1840 r, do początku lat 60. XX wieku. Rodzaj ochrony określony jest na inny. Stan zachowania obszaru oceniany jest na: 4 – dobry / 5 – bardzo dobry.